# 基夫什克
51°0′49″N 33°58′25″E / 51.01361°N 33.97361°E
基夫希克（烏克蘭語：Ківшик）是位於烏克蘭東北部的村莊，由蘇梅州羅姆內區的內德里海利夫市鎮負責管轄。該村距離切列皮夫卡1.5公里，海拔高度145米，2001年人口94。